# Stora Kalvholmen, Esbo
Stora Kalvholmen, finska: Iso Vasikkasaari, är en ö i Finland. Den ligger i Finska viken och i kommunen Esbo i den ekonomiska regionen  Helsingfors i landskapet Nyland, i den södra delen av landet. Ön ligger omkring 11 kilometer väster om Helsingfors.
Öns area är 26,2 hektar och dess största längd är 0,8 kilometer i nord-sydlig riktning.